# ショーケース (企業)
株式会社ショーケース（英: Showcase Inc.）は、東京都港区に本社を置く、企業のWebマーケティングを支援するSaaSを開発・提供するソフトウェア企業。

## 概要
コアバリューは「おもてなしテクノロジーで人を幸せに」、ビジネスコンセプトは「企業と顧客をつなぐDXクラウドサービス」。企業と顧客の間に潜む「不親切」、「不便」や「不正」などの「不」を解消するクラウドサービスを展開。

## 沿革
- 1996年2月 - 有限会社フューチャーワークス設立。1998年に株式会社化
- 2003年5月 - 株式会社スマートイメージ設立
- 2005年11月 - フューチャーワークスとスマートイメージが合併し、新社名「株式会社ショーケース・ティービー」として営業開始。
- 2015年11月 - 東京証券取引所マザーズ市場へ上場
- 2016年12月 - 東京証券取引所市場第一部へ市場変更
- 2020年
  - 3月 - 株式会社プラップジャパンと合弁会社「プラップノード株式会社」を設立し「PRオートメーション」を開発
  - 11月 - AI inside 株式会社と資本業務提携契約を締結
- 2022年4月 - 東証再編によりスタンダード市場に市場変更。日本テレホン株式会社（現・ReYuu Japan株式会社）と資本業務提携契約を締結
- 2023年7月 - AI insideとの資本業務提携契約を解消
- 2024年12月 - AIフュージョンキャピタルグループ株式会社が、株式公開買付け及び第三者割当増資の引受により議決権所有割合ベースで51%の株式を取得し、親会社となる[2]。

## 主な提供サービス
- NaviCast Form Assist（フォームアシスト）フォームアシスト - 入力フォームの最適化ツール(EFO)（国内特許第4460620号[3]）
- NaviCast Form Converter（スマートフォン・コンバータ） - PCサイトからスマートフォンへの自動変換サービス（国内特許第4936413号　米国特許US 8,291,311 B2[4]　シンガポール特許番号 184300　ブルネイ特許 184300）
- ProTech Mail Checker - メールアドレスの存在確認
- ProTech License Reader - OCR機能による免許証情報の自動入力サービス
- ProTech ID Checker - オンライン本人確認/eKYCツール（国内特許第7100334号　第7329204号）
- ProTech AI Masking - 本人確認書類の自動マスキングサービス
- NaviCast Site Personalizer - Web接客型の導線最適化サービス

## 受賞歴
- 総務省：令和3年度「テレワーク先駆者百選」選出 [5]
- 東京都：第1回「TOKYOテレワークアワード」大賞受賞ASPIC IoT･AI･クラウドアワード2020 「ニュービジネスモデル賞」受賞 - ProTech License Reader [6]
- ASPIC IoT･AI･クラウドアワード2020 「先進技術賞」受賞 - ProTech ID Checker [7]
- 日経 xTECH EXPO AWARD 2019 準グランプリ 「セキュリティ賞」受賞 - ProTech ID Checker
- ASP・SaaS・クラウドアワード2014 「委員長特別賞」受賞 - NaviCast Site Personalizer [8]
- ASP・SaaS・クラウドアワード2013 「先進技術賞」受賞 - NaviCast Form Converter（スマートフォン・コンバータ） [9]
- ASP・SaaS・ICTアウトソーシングアワード2010 「Application分野・支援業務系グランプリ」受賞 - NaviCast Form Assist（フォームアシスト） [10]

## 特許
- 特許番号：第 6080282号  認証処理システム、認証補助サーバ及びウェブ表示プログラム [11]
- 特許番号：第 5969716号  データ管理システム、データ管理プログラム、通信端末およびデータ管理サーバ [12]
- 特許番号：第 4460620号  情報サービス提供方法およびサーバ [13]
- 特許番号：第 5830581号  情報サービス提供方法およびサーバ [14]
- 特許番号：第 4936413号  ウェブ表示プログラム変換システム、ウェブ表示プログラム変換方法、及び、ウェブ表示プログラム変換用プログラム [15]
- 特許番号：第7100334号　認証装置、認証方法、及びプログラム
- 特許番号：第7329204号　本人確認システム、オペレータ端末及び本人確認システムプログラム
- 米国特許番号：US 8,291,311 B2  WEB DISPLAY PROGRAM CONVERSION SYSTEM,WEB DISPLAY PROGRAM CONVERSION METHOD AND PROGRAM FOR CONVERTING WEB DISPLAY PROGRAM [16]
- ブルネイ特許番号：184300 WEB DISPLAY PROGRAM CONVERSION SYSTEM,WEB DISPLAY PROGRAM CONVERSION METHOD AND PROGRAM FOR CONVERTING WEB DISPLAY PROGRAM
- シンガポール特許番号：184300 WEB DISPLAY PROGRAM CONVERSION SYSTEM,WEB DISPLAY PROGRAM CONVERSION METHOD AND PROGRAM FOR CONVERTING WEB DISPLAY PROGRAM
- マレーシア特許番号：MY-157336-A WEB DISPLAY PROGRAM CONVERSION SYSTEM,WEB DISPLAY PROGRAM CONVERSION METHOD AND PROGRAM FOR CONVERTING WEB DISPLAY PROGRAM
- 特許番号：特許第5072114号 情報サービス提供方法およびサーバ [17]
- 特許番号：第5415639号 ウェブ表示情報選択サーバ、ウェブ表示情報選択システム及びウェブ表示情報選択プログラム [18]
- 特許番号：第7100334号 顔認証技術に関する特許 [19]
- 特許番号：第7329204号 本人確認システムに関する特許[20]
- 特許番号：第7475692号 認証装置、認証方法、及びプログラム[21]